# 外波弘之
外波 弘之（となみ ひろゆき）は、日本の化学生命工学者。大阪工業大学工学部生命工学科准教授、遺伝子組換え実験等安全委員会委員。工学博士（京都大学）。元日本学術振興会特別研究員（DC1）。
主な専門は、ケミカルバイオロジー、ナノメディシン・薬化学、医用工学・細胞工学。

## 経歴
1998年京都大学工学部工業化学科卒業。2003年同大学大学院工学研究科材料化学専攻博士課程修了、工学博士。日本学術振興会特別研究員（DC1）。その後、京都大学再生医科学研究所助手などを経て、2010年大阪工業大学工学部生命工学科に着任。現在は同学科准教授。
主な所属学会は、日本生物高分子学会 、日本再生医療学会 など。

## 主な研究
- ナノファイバーを用いた人工静脈弁および細胞遊走制御法の開発〜 ナノメディシンの研究
- フェノールポリマーの合成とその機能性評価〜 化粧品や医薬品などへの応用[2]
- 人工ポリフェノールの構造制御とその細胞への影響に関する研究〜 ポリフェノール設計・合成での新薬の開発
- バイオサーファクタント(MEL-A)含有リポソームを利用するタンパク質導入に関する研究
- エレクトロスピニングによる機能化ステントの研究開発